# Emidio Piermarini
Emidio Piermarini (Nereto, 27 marzo 1888 – Roma, 11 aprile 1969) è stato un poeta, scrittore e bibliotecario italiano.

## Biografia
Iscritto alla Università di Bologna, successivamente si sposta a Pisa e a Napoli, dove si laurea nel 1910. Professore di italiano in diverse città, tra cui Perugia e Messina, in seguito a una grave malattia viene comandato, dal 1926, alla Biblioteca Nazionale di Napoli, dove riordina la collezione libraria della regina Maria Carolina d'Austria, gli scritti autografi di Giacomo Leopardi e i documenti di Antonio Ranieri. 
Intensa e duratura è l'amicizia con il conterraneo Benedetto Croce, che in Piermarini trova un importante riferimento per le sue ricerche nella biblioteca partenopea. Il ricco epistolario incorso tra di loro è ancora inedito ma, da quanto è possibile consultare, risulta lampante la reciproca stima tra il filosofo e il bibliotecario. Il filosofo avrebbe inoltre redatto la prefazione al suo libro, Per la vita serena (Firenze, Vallecchi, 1922). Nel 1948, per ringraziare Piermarini di un libro di versi a lui dedicato, Croce scrive: 
A Piermarini si devono, in qualità di archivista e bibliotecario, due importanti scoperte: il ritrovamento di quindici ottave inedite dell'Ariosto riferite all'Orlando Furioso e di un romanzo sconosciuto del patriota Luigi Settembrini, I Neoplatonici, per il cui carattere "lubrico e malsano" (racconta la storia di un amore omosessuale nella Grecia antica) Croce lo avrebbe dissuaso dal renderlo noto.
Emidio Piermarini è stato anche uno scrittore di novelle, favole, e soprattutto epigrammi. Francesco Flora lo ha definito "il più amoroso e dolce favolista del nostro tempo" mentre Carlo Filosa lo ammette nel novero dei maggiori epigrammisti del secolo.
Lasciata l'attività di bibliotecario nel 1955, il letterato abruzzese si ritira a Roma dove muore a 81 anni.